# Magliano Romano
Magliano Romano là một đô thị ở tỉnh Roma trong vùng Latium thuộc Ý, có cự ly khoảng 30 km về phía bắc của Roma.
Magliano Romano giáp các đô thị: Calcata, Campagnano di Roma, Castelnuovo di Porto, Mazzano Romano, Morlupo, Rignano Flaminio, Sacrofano.